# سیارک ۲۵۶۵۷
سیارک ۲۵۶۵۷ (به انگلیسی: 25657 Berkowitz، نامگذاری:2000AM87)۲۵۶۵۷مین سیارک کشف شده‌است که در ۰۵ ژانویه ۲۰۰۰ کشف شد.